# Vengeance d'outre-tombe (film)
Pour plus de détails, voir Fiche technique et Distribution.
Vengeance d'outre-tombe (titre original : J.D.'s Revenge) est un film américain d'Arthur Marks sorti en 1976.

## Synopsis
Pour financer ses études, Isaac travaille comme Taxi de nuit. Un soir, alors qu'il se rend dans un night club avec son épouse et des amis, il assiste à un numéro d'hypnose. Le lendemain, Isaac commence à développer un dédoublement de personnalité, adoptant celle d'un certain J.D. Walker, disparu depuis une trentaine d'années. Bien que sous influence de J.D., Isaac va tout faire pour se venger...

## Fiche technique
- Titre original : J.D.'s Revenge
- Réalisation : Arthur Marks
- Scénario : Jaison Starkes
- Directeur de la photographie : Harry J. May
- Montage : George Folsey Jr.
- Musique : Robert Prince
- Production : Arthur Marks
- Genre : Film d'épouvante
- Pays de production :  États-Unis
- Durée : 95 minutes (1 h 35)
- Date de sortie :
  - États-Unis : 25 août 1976 (New York)
  - France : 8 février 1978

## Distribution
- Glynn Turman (VF : Med Hondo) : Isaac (Ike en VF) Hendricks
- Louis Gossett Jr. (crédité Lou Gossett) (VF : Robert Liensol) : le révérend Elija Bliss
- Joan Pringle (VF : Évelyn Séléna) : Christella
- Carl W. Crudup (VF : Pierre Arditi) : Tony
- Julian Christopher (crédité James Louis Watkins) (VF : Daniel Gall) : Carl
- Fred Pinkard (VF : Jean Berger) : Theotis Bliss
- Jo Anne Meredith (VF : Monique Thierry) : Sara Divine
- Alice Jubert : Roberta Bliss / Betty Jo
- David McKnight : J.D. Walker
- Stephanie Faulkner : Phyllis
- Fuddle Bagley (VF : Jacques Ferrière) : Enoch Land
- Earl Billings (VF : Henry Djanik) : le capitaine Turner
- Paul Galloway (VF : Jean Violette) : Ralf, le garagiste
- Barbara Tasker : Sheryl
- Tom Alden : Higgins
- Fred Ford (VF : Michel Bardinet) : Dr Caldwell